# Juan Ruiz de Luna

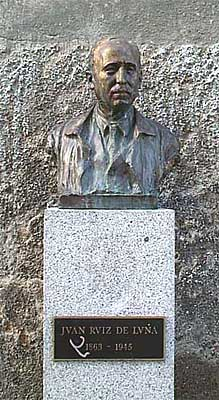
Busto de Juan Ruiz de Luna em Talavera de la Reina

Juan Ruiz de Luna (Noez, 12 de julho de 1863 — Talavera de la Reina, 25 de setembro de 1945) foi um ceramista espanhol.